# Princeton Tarn
Princeton Tarn är en sjö i Antarktis. Den ligger i Östantarktis. Nya Zeeland gör anspråk på området. Princeton Tarn ligger 468 meter över havet.